# 天主教卡馬薩里教區
天主教卡馬薩里教區（拉丁語：Dioecesis Camassariensis），是巴西一個天主教教區，位於巴伊亞州東部八市，屬薩爾瓦多總教區。
教區成立於2010年12月15日，2012年有教友442,000人，佔總人口68.1%。有十九個堂區、司鐸卅四人。現任教區主教為若望·嘉祿·彼得里尼。